# Miriam Were
Miriam Khamadi Were (sinh ngày 12 tháng 4 năm 1940) là một người ủng hộ sức khỏe cộng đồng, học thuật và là người Kenya đầu tiên đạt Giải thưởng Châu Phi Hideyo Noguchi

## Kinh nghiệm hành chính
Là người đồng sáng lập Quỹ UZIMA và làm công việc của mình với Tổ chức nghiên cứu và y tế châu Phi (AMREF), Tiến sĩ Were đã tìm cách đưa việc đào tạo học thuật của mình vào sử dụng có hiệu quả. Bà tập trung vào quá trình mang lại các dịch vụ y tế cơ bản và quyền lợi sức khỏe cho phụ nữ và trẻ em tại các ngôi làng ở Đông Phi.
Were là chủ tịch hiện tại của Hội đồng phòng chống AIDS quốc gia (NACC) Kenya. Từ một vị trí liên kết chặt chẽ với Văn phòng Tổng thống, NACC điều phối tình hình HIV/AIDS quốc gia ở Kenya. Bác sĩ Were cũng là Chủ tịch phục vụ của Tổ chức nghiên cứu và y tế châu Phi (AMREF). Ngoài ra, bà còn có thời gian phục vụ trong Ban cố vấn của Ủy ban chống tham nhũng Kenya (KACC) cũng như trong ban giám đốc của Chương trình hỗ trợ y tế (MAP) Quốc tế (Hoa Kỳ).
Were từng là Giám đốc của Quỹ dân số Liên hợp quốc Nhóm hỗ trợ quốc gia (UNFPA / CST) cho Đông và Trung Phi và các nước Tây Phi nói tiếng Anh, có trụ sở tại Addis Ababa, Ethiopia. Trước đó, bà là Đại diện Tổ chức Y tế Thế giới (WHO) và Trưởng Phái bộ tại Ethiopia. Trước WHO, bà là Trưởng phòng Y tế và Dinh dưỡng tại UNICEF, Ethiopia.
Bác sĩ Were đã được tuyển dụng vào UNICEF từ Khoa Sức khỏe Cộng đồng thuộc Khoa Y, Đại học Nairobi, nơi cô đã trở thành trưởng khoa đó. Khi giảng dạy tại Đại học Nairobi, cô đã khởi xướng dự án Chăm sóc sức khỏe dựa vào cộng đồng (CBHC) tại Kakamega, ở Tây Kenya. Tiến sĩ Were là Giám đốc của CBHC trong giai đoạn từ 1976 đến 1982. Dự án này đã giành được Giải thưởng Maurice Pate của UNICEF năm 1978, đánh dấu lần đầu tiên giành được giải thưởng này của tổ chức châu Phi.
Hiện tại, tại Đại học Thủ tướng Moi, bổ nhiệm Eldoret vào thứ năm, ngày 19 tháng 9 năm 2013.

### Tác phẩm tiêu biểu
- 2002 – "Kakamega, Kenya: A Promising Start Derailed," in Just and Lasting Change: When Communities Own Their Futures,  Daniel Taylor-Ide and Carl E. Taylor, eds. Baltimore: Johns Hopkins Press. ISBN 0-8018-6825-4
- 1985 – "Extended Family Involvement of Urban Professional Women" (with Harriette MacAdoo), in Women in Africa and the African Diaspora, Rosalyn Terborg-Penn and Andrea Benton Rushing, eds. Washington, D.C." Howard University Press. ISBN 0-88258-194-5